# Cryptomys hottentotus
Cryptomys hottentotus — вид ссавців з родини  Цей вид зустрічається по всій Західній Капській провінції, простягаючись на схід за межі Порт-Елізабет у Східній Капській провінції та на північ до Фрі-Стейту та Північної Капської провінції. Очікується, що це буде єдиний вид Cryptomys у межах свого ареалу; однак точні північні та східні межі його поширення залишаються невизначеними через плутанину з іншими видами цього роду.

## Зовнішність
Зазвичай тіло дорослої особин може бути коротким від 10,5 до 16,5 см; хвіст може бути від 1,2 до 3,8 см. Хутро густе і рівномірно забарвлене, зазвичай сіре або коричневе. У деяких екземплярів на голові є біла пляма. Різці, схожі на долото, використовуються для риття, а також для годування та боротьби.

## Розмноження і розвиток
Тварини утворюють колонії, по суті сімейні групи, де найбільша самиця та самець є єдиною репродуктивною парою. Парування починається у вересні-жовтні. Народження потомства обмежене літом у південній півкулі, протягом якого може бути один або два виводки до п'яти дитинчат. Вагітність триває ≈ 81 дня. Середній вік репродуктивної зрілості становить близько 450 днів. Самиці зберігають репродуктивну функцію в нерепродуктивні місяці.

## Екологія
Тварини рийні і можуть жити в широкому діапазоні субстратів. Вони травоїдні, харчуються переважно геофітами (рослинами з підземними запасаючими органами) і кореневищами трав. Рийність має негативний економічний вплив, оскільки завдає шкоди людському майну, але воно також позитивне, оскільки покращує дренаж ґрунту. 